# Rick Tyler
Rick Tyler il più conosciuto come Hourman, è un personaggio immaginario, un supereroe che fu creato da Roy Thomas, Dann Thomas e Todd McFarlane e comparve per la prima volta in Infinity Inc. n. 20 come Rick Tyler, figlio dell'Hourman originale, che entrò velocemente nella Infinity, Inc. come secondo Hourman nel n. 21 della stessa serie.

## Biografia del personaggio

### Infanzia
Rick Tyler è il figlio di Rex Tyler, che fu un eroe di successo ed un uomo d'affari. Tuttavia, Rex non fu un buon padre. Quando Rex non passava il tempo a fare affari, era fuori a lavorare sotto l'identità di Hourman, e come assuefazione a ciò vi era la sostanza che lo potenziava, il Miraclo. Questo significava che Rick vedeva raramente suo padre, anche ai compleanni, ed infine Rex non era addirittura sicuro dell'età di suo figlio.
Non ci fu sorpresa quando, anche se Rick crebbe come un giovane equilibrato, era costantemente alla ricerca della guida e dell'approvazione di suo padre. Eppure, Rex non riusciva a vedere il modello di cui Rick aveva bisogno, e cercò di spingere l'educazione di suo figlio al limite, un comportamento che Rick non intendeva seguire, sentendosi quindi costantemente inferiore a suo padre.

### Infinity, Inc.
Rick divenne il secondo Hourman quando la Crisi sulle Terre infinite minacciò tutte le realtà, e utilizzò una delle pillole Miraclo di suo padre per salvare la vita di Beth Chapel, a cui era molto affezionato. Suo padre disapprovò con forza le azioni di Rick, essendo a conoscenza degli effetti assuefacenti del Miraclo e tentò di prevenire che Rick prendesse il mantello di Hourman. Nondimeno, Rick finì per cercare di entrare nella squadra composta dalla seconda generazione di eroi chiamata Infinity, Inc.. Rex fu temporaneamente in grado di convincere suo figlio a non cominciare la vita eroica, anche se Rick continuava a cercare di persuaderlo. Le cose peggiorarono più del previsto quando Rex, insieme ai suoi compagni della Justice Society of America si sacrificò per combattere il Ragnarǫk eterno nel Limbo. Quando Norhtwind e Beth Chapel vennero a dargli di questa notizia, Rick scappò pieno di dolore. Fu quindi rapito dalla squadra Justice Unlimited, nuova formazione della Società dell'Ingiustizia che lo utilizzò come ostaggio contro la Infinity, Inc. Rick riuscì a fuggire, ma nel farlo, sembrò uccidere il Mago.
Ci volle molto tempo prima che Rick potesse perdonarsi, anche se in seguito si scoprì che il Mago era ancora vivo. Rick abbandonò l'identità di Hourman quasi nello stesso istante in cui la assunse, mentre arrabbiato si smascherava di fronte ad un fotografo della stampa. Fortunatamente, Lyta riuscì a prevenire che la foto venisse scattata e portò via Rick per consolarlo.
Alla fine, Rick indossò il suo costume di Hourman un'altra volta per partecipare al processo del criminale Mister Bones, anche se temeva di essere malvagio quanto lui, e temette che le pillole di Miraclo avevano semplicemente lavorato sulla voglia già presente di uccidere il Mago, quando fuggì dal suo rapimento. Però alla fine, Rick ritornò come Hourman, indossando un costume simile a quello di suo padre in suo onore e poco dopo, la Infinity, Inc. si sciolse.

### Eroe in pensione e riunione
Infine, Rex e il resto della Justice Society ritornarono dal Limbo e lui e Rick furono riuniti. Nel frattempo, però, Rick contrasse la leucemia a causa dell'esposizione prolungata al Miraclo. Con l'aiuto del vecchio compagno di Rex, Johnny Chambers (alias Johnny Quick), sia Rex che Rick riuscirono ad utilizzare i loro super poteri senza ricorrere al Miraclo ma utilizzando la sua tecnica di concentrazione mentale.
Padre e figlio passarono poco tempo insieme, quando il criminale Extant uccise Rex e alcuni dei suoi alleati della Justice Society durante gli eventi di Ora Zero. La tragedia tornò a colpire, quando poco dopo il suo amore, Beth Chapel (come Dr. Midnight II) fu uccisa da Eclipso.
Rick rimase esterno dagli affari supereroici per un lungo periodo, e in quel periodo incontrò il nuovo androide Hourman. Questo androide fu progettato da Rex Tyler direttamente dal suo stesso DNA. Anche se a Rick non piaceva affatto questo nuovo Hourman, fu salvato proprio dall'androide quando questo teletrasportò Rick in un Timepoint (un luogo in cui il tempo di ferma), così che potesse essere risparmiato da una malattia aliena non identificabile.
I due cominciarono ad andare d'accordo quando l'androide curò Rick dal suo cancro e gli fece dono di due regali. A causa della sua clessidra potenziata a tachioni, Rick era ora in grado di vedere occasionalmente un'ora nel futuro, così come riusciva a passare un'ora nel Timepoint con suo padre. L'Hourman androide tirò Rex fuori dalla linea temporale prima che fosse ucciso da Extant, piazzandolo nel Timepoint - un'area fuori dal tempo - per un'ora; quando Rick non era nel Timepoint, il tempo si fermava, ma quando vi entrava poteva interagire con suo padre per dei consigli o per semplici conversazioni. Quando l'ora nel Timepoint terminava però, Rex veniva rimandato indietro nel tempo, dove avrebbe combattuto e sarebbe morto. Il trasporto al Timepoint veniva attivato da un bottone presente nei guanti di Hourman di Rick.

### La Justice Society
Ora curato della sua malattia, Rick riprese il mantello di Hourman (adottando però un nuovo costume), utilizzando una forma di Miraclo non-assuefacente e si unì ad una JSA improvvisata sconfiggendo Ultra-Humanite dopo che rubò il Thunderbolt di Johnny Thunder per suo vantaggio. Rick visitò brevemente il Timepoint per avere il consiglio di suo padre su come sconfiggere il potente genio. Dopo questa battaglia, Rick rimase con la JSA e cominciò a diventare più intimo con Jesse Chambers, che era la business manager della JSA nonché la supereroina Jesse Quick. Rick era ancora legato a sua madre e aveva una relazione tesa con sua cugina Rebecca che dirigeva la compagnia di suo padre, la TylerCo.
Quando la JSA viaggiò con Hawkman verso il Kahndaq nel medio oriente per fermare Black Adam, Rick fu gravemente ferito da una delle spade di Nemesis (un membro del gruppo messo insieme da Adam). Capendo che sarebbe morto a causa di una forte emorragia a meno che non fosse stato subito operato, Rick non vide altra scelta che trasportarsi nel Timepoint dove si trovava suo padre. Rick cambiò subito posto con suo padre, e il Timepoint tenne Rick e le sue ferite in stasi. Rex ritornò al mondo normale e fu lasciato senza modo di ritornare al Timepoint o di salvare suo figlio.
La risposta ancora una volta venne nella forma dell'Hourman androide, che trasportò Rex e numerosi altri membri della JSA al Timepoint, e tra di loro vi era l'ultimo Dottor Mid-Nite (Pieter Cross), che riuscì a salvare la vita di Rick. Il tempo utilizzato per salvare la vita di Rick significò che il tempo permesso a Rex era esaurito, e che doveva ritornare a combattere Extant. Rick, però, tentò di prenderne il posto, così che suo padre potesse vivere di nuovo. Invece, l'Hourman androide si sacrificò così che entrambi gli Hourmen umani potessero vivere. Rex ritrovò le parti danneggiate dell'Hourman androide e cercò di ricostruirlo, mentre Rick continuava ad operare con la Justice Society.
Mentre ritornavano di nuovo in Kahndaq per affrontare lo Spettro, l'amico di Rick, Jakeem Thunder tentò di intrappolare lo Spettro dentro la sua penna magica, e invece fu lui ad essere lanciato nella 5ª dimensione. Rick, Mr. Terrific e Stargirl si avventurarono nella 5ª dimensione e salvarono Jakeem dalle grinfie di Qwsp.

### Un Anno Dopo
Rick fu parte della nuova Justice Society of America e si sposò con Jesse Quick, ora sotto il nuovo nome in codice di Liberty Belle. Furono loro due a portare Damage nella JSA e, insieme, il trio riuscì a sconfiggere Capitan Nazi.

## Poteri e abilità
Ad Hourman fu data una clessidra speciale che gli permetteva di avere visioni a caso di un'ora nel futuro. Utilizza anche la droga Miraclo, che gli dona superforza, velocità, agilità, riflessi e resistenza per un'ora piena.
Senza Miraclo, Hourman non è più potente di un uomo comune. Può utilizzare una sola pillola al giorno, in quanto l'abuso a lungo termine potrebbe dimostrarsi dannosa per la sua salute. Il Miraclo di Hourman è rilasciato direttamente nel flusso sanguigno dagli amuleti a forma di clessidra presenti sui suoi guanti.
La clessidra sul suo petto era una volta in grado di portarlo ad un limbo chiamata Timepoint, ma la sua utilità è terminata.

## In altri media
Hourman fece delle comparse di rinforzo come membro dell'estesa Justice League nella serie animata Justice League Unlimited. Questa versione è quella di Rick Tyler. Nell'episodio "Panico nei cieli", lo si può vedere mentre si inietta il Miraclo attraverso un bottone sul polso del suo guanto, lo stesso modo in cui Rick prende il Miraclo nei fumetti.
La Blinky Production fece un fan film di Hourman, dove si iniettò un cocktail di droghe come quelle viste nel film Crank.
Nella serie TV Stargirl, Rick appare nella cittadina di Blue Valley orfano e vive con lo zio, il quale lo tratta male. Si unisce alla nuova JSA dopo aver scoperto che i suoi genitori (tra cui l'originale Hourman) sono stati uccisi da Solomon Grundy, un membro della ISA. Dopo la prima stagione inizia a dare da mangiare a Grundy e, nell'ottavo episodio ha delle visioni su di lui per colpa di Eclipso. Dopo essersi accorto di aver quasi ucciso suo zio Rick rompe la clessidra che gli permette di avere superforza per un'ora al giorno.